# De røvede Kanontegninger
De røvede Kanontegninger er en dansk stumfilm fra 1914, der er instrueret af A.W. Sandberg efter manuskript af Fritz Magnussen.

## Handling
Denne artikel mangler et handlingsreferat. Hjælp os med at skrive det.

## Medvirkende
- Carl Lauritzen - General Villiers
- Nicolai Johannsen - Kaptajn Dubois
- Else Frölich - Evan, Dubois' kone
- Robert Schyberg - Baron Borkum, legationssekretær
- Birger von Cotta-Schønberg